# Santa Colomba de Curueño
Santa Colomba de Curueño – gmina w Hiszpanii, w prowincji León, w Kastylii i León, o powierzchni 91,95 km². W 2011 roku gmina liczyła 555 mieszkańców.